# Antonio Pons
Antonio Pons Campuzano (* 10. November 1897 in Guayaquil; † Januar 1980 ebenda) war ein ecuadorianischer Arzt, Konsul, Botschafter und Politiker und vom 20. August bis zum 26. September 1935 interimistisch Präsident seines Landes.
Pons war Bürgermeister von Guayaquil, als er von Velasco Ibarra zum Staatsminister berufen wurde. Als Velasco Ibarra am 20. August 1935 versuchte, durch einen Staatsstreich seine Macht auszuweiten, wurde er von der ecuadorianischen Armee gestürzt und die Macht wurde an Pons übergeben. Dieser rief Präsidentschaftswahlen aus. Als sich in den Wahlen der Triumph des konservativen Kandidaten Alejandro Ponce abzeichnete, übertrug Pons die Macht dem Militär, das wiederum Federico Páez zum Präsidenten bestimmte.
Er wurde dann Ende 1935 Botschafter Ecuadors in Argentinien. Anschließend zog er sich aus der Politik zurück und lebte zurückgezogen in Guayaquil und verwaltete die von ihm geerbten Haziendas.